# Karl Fischer (Autor)
Karl Fischer, Pseudonyme: Georg Alfred Vischer, Georg Baring (* 20. Dezember 1900 in Altona; † 28. März 1972 in Lobetal) war ein deutscher Schriftsteller, katholischer Priester und Politiker  (CDU). Er war von 1950 bis 1958 Abgeordneter der Volkskammer der DDR.

## Leben
Karl Fischer wurde katholisch erzogen. Nach einem Theologiestudium in Münster und Fulda wurde er am 6. März 1924 in Osnabrück zum Priester geweiht, später zum Pfarrer ernannt und arbeitete als Seelsorger zwischen 1924 und 1952 in Malchin, Parchim, Güstrow, Neubrandenburg und Neustrelitz. Daneben war er schriftstellerisch tätig und verfasste mehrere Novellen.
Er behauptete 1939 zum Militärseelsorger ernannt worden zu sein und so Zugang zum Kriegsgefangenenlager Fünfeichen erhalten zu haben. In Neubrandenburg und Berlin soll er nach eigenen Behauptungen den Widerstand gegen den Nationalsozialismus organisiert haben. 1942 entkam er seiner bevorstehenden Verhaftung wegen des Verdachts von Vergehen nach § 175 StGB. Er ging in die Illegalität und führte nach eigenen Angaben in Berlin eine bewaffnete Widerstandsgruppe. Seine Angaben werden in der Literatur bezweifelt. Nach dem Krieg wurde er in Berlin-Friedenau als Stadtrat eingesetzt, kehrte aber später nach Neustrelitz zurück.
Er galt als Beispiel für katholischen Widerstand gegen den Nationalsozialismus und wurde in dieser Rolle über mehrere Jahrzehnte als Vorbild in der DDR geehrt, ohne dass der Wahrheitsgehalt seiner Berichte zu DDR-Zeiten überprüft wurde. Wegen seiner nicht verborgenen Homosexualität verlor er jedoch diesen Status in den 1960er Jahren und lebte danach in Zepernick unweit von Berlin. Wegen seiner politischen Aktivitäten, Lebensführung, beruflichen Ungehorsams und seiner gesundheitlichen Verhältnisse wurde er 1955 vom Osnabrücker Bischof Berning vorzeitig und ohne Bezüge pensioniert.
Fischer unterschrieb zusammen mit Bruno Theek, Werner Sander und Ernst Lewek einen Aufruf „An alle, die Gott vertrauen!“ gegen die Wiederbewaffnung der Bundesrepublik Deutschland.
Fischer war von 1950 bis 1958 Abgeordneter der Volkskammer, gehörte von 1952 bis 1964 dem Hauptvorstand der CDU an, war langjähriges Mitglied des Nationalrates der Nationalen Front und des Präsidiums des Komitees der Antifaschistischen Widerstandskämpfer der DDR. 
Zwischen 1950 und 1966 diente er dem Ministerium für Staatssicherheit bzw. dem Staatssekretariat für Staatssicherheit als Geheimer Informator.
Fischer starb nach längerer Krankheit im Alter von 71 Jahren.

## Werke
- Das Werk der sieben Tage. Bonifacius-Druckerei, Paderborn 1931.
- Hamlet auf den Barrikaden. Heitz & Cie, Leipzig 1931.
- Nächte der Wirrnis. Matthias-Grünewald, Wiesbaden 1935.
- Begegnungen mit dem Unheimlichen. Verlag „Neues Werden“, Berlin 1947.
- Über Abgründe hinweg. Ein Pastor berichtet. VOB Union, Berlin 1963.